# Hunga Tonga – Hunga Haʻapai
Hunga Tonga – Hunga Haʻapai je název pro aktivní podmořskou sopku a dva neobydlené sopečné ostrovy, ležící ve skupině ostrovů Haʻapai v Tichém oceáně, náležející ostrovnímu státu Tonga. V letech 2009 až 2022 byly nově vytvořeným sopečným kuželem spojeny v jeden celek. Opět byly odděleny po velké erupci, k níž došlo 14. a 15. ledna 2022. Nejbližší sousední podmořský vulkán, Fonuafo'ou (dříve též Falcon Island), se nachází zhruba 30 km jihovýchodně. Oba jsou součástí vysoce aktivního vulkanického oblouku Kermadekových ostrovů, který se rozpíná od Nového Zélandu do oblasti severovýchodně od Fidži. Ostrovní oblouk leží na aktivním rozhraní, kde se pacifická deska podsouvá pod indoaustralskou desku.

## Sopka a kaldera

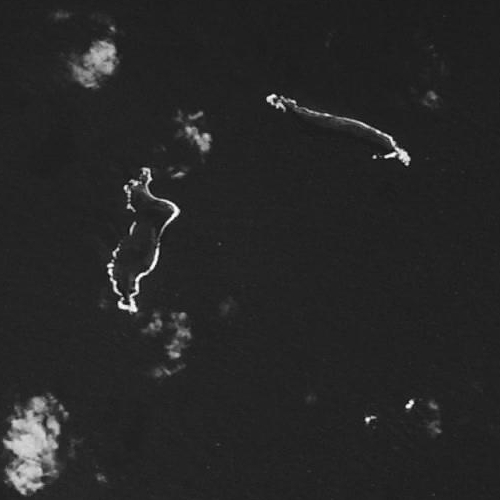
Samostatné ostrovy na snímku z roku 1978

Erupce vulkánu v roce 2009 vytvořila sopečný kužel mezi ostrovy Hunga Tonga a Hunga Haʻapai, které jsou samy pozůstatky západního a severního okraje podmořské kaldery. Oba ostrovy od sebe byly vzdáleny 1,6 km. Každý z nich meřil na délku asi 2 km a byly tvořeny převážně andezitem. Ostrov Hunga Tonga dosahoval nadmořské výšky 149 metrů, zatímco nejvyšší bod na Hunga Haʻapai ležel ve výšce 128 metrů. Oba ostrovy byly neobydlené, protože u nich nebylo vhodné kotviště.
Známky podmořských erupcí byly v okolí ostrovů zaznamenány opakovaně naposledy v letech 1912, 1937 a 1988.
Holandští objevitelé Willem Schouten a Jacob Le Maire byli prvními Evropany, kteří ostrovy spatřili. V roce 1777 je opakovaně navštívil i britský mořeplavec kapitán James Cook.

## Sopečná činnost

### Erupce 2021–2022

Animace erupce ze satelitních snímků

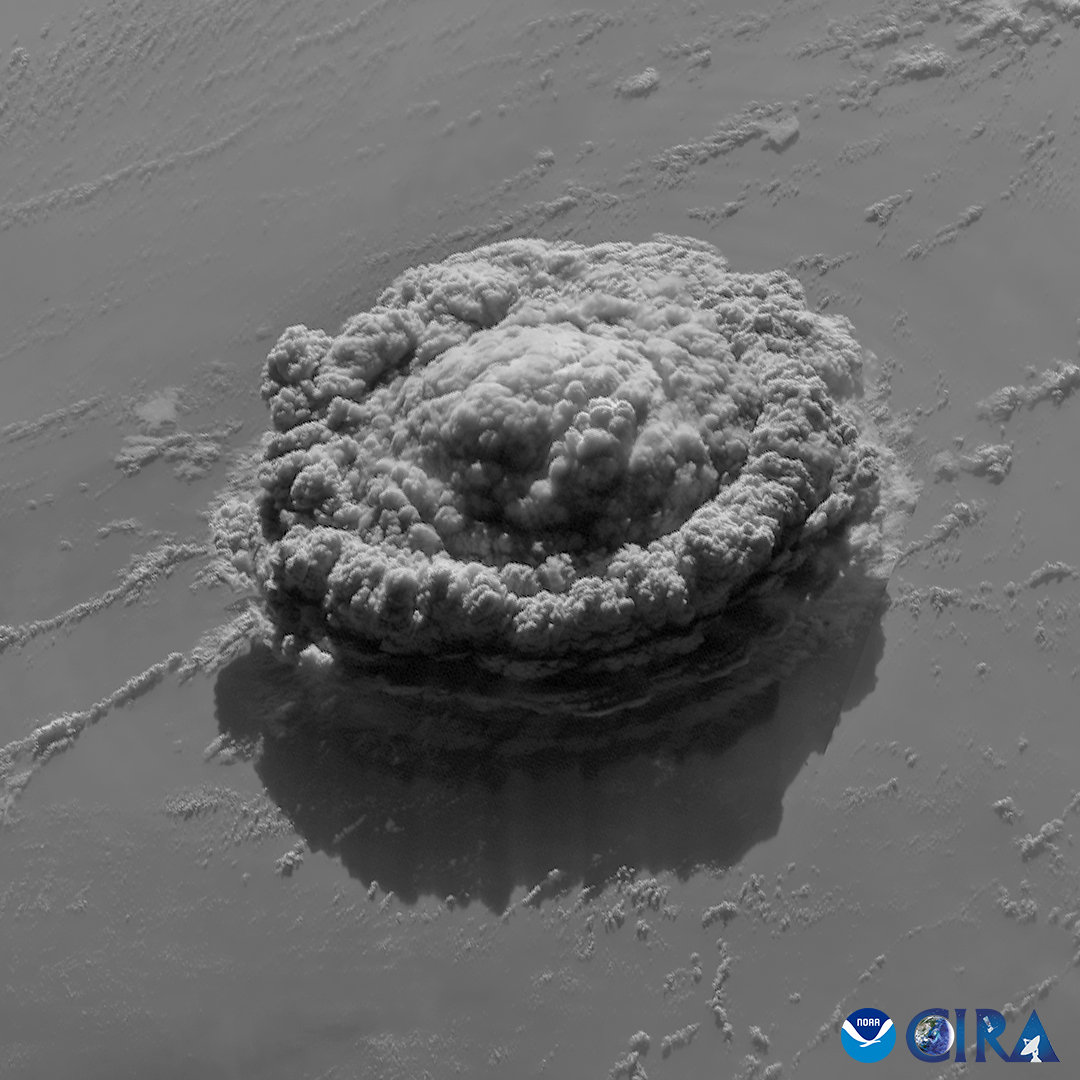
Snímek erupčního sloupce z družice GOES-17.

Po téměř sedmi letech klidu se od 20. prosince 2021 začaly objevovat nové erupce. V důsledku pokračující aktivity a přísunu nového materiálu satelitní snímky z 25. prosince detekovaly nárůst rozlohy ostrova. Hlavní erupce začala 14. ledna 2022 a sopečný popel vystoupal do výšky 20 km. Tonžská vláda vyhlásila varování před vlnou tsunami, které bylo později zrušeno. Maximální fáze erupce nastala 15. ledna kolem 17:15 místního času (4:15 UTC), kdy erupční sloupec vystoupal do výšky 58 km (satelity nejvyšší zaznamenaný výstup) a průměr hřibu dosáhl přibližně 240 km. Energie výbuchu byla jen o málo větší, než kterou uvolnila Car-bomba. Z Tongy a dalších zemí jako Fidži, Nový Zéland či Austrálie se objevovaly četná hlášení o hlasitých zvuků, připomínající vzdálené exploze. Zvuky sopečných výbuchů byly slyšet dokonce až na Aljašce ve vzdálenosti 10 tisíc kilometrů.
Volcanic Ash Advisory Center v novozélandském Wellingtonu vydalo varovaní před sopečným popelem pro leteckou dopravu v oblasti. Sopečný popel zastřel Slunce v tonžském hlavním městě Nuku'alofa a z nebe se snášel sopečný spad.
V důsledku erupce z 15. ledna zasáhlo tonžské hlavní město Nuku'alofa na ostrově Tongatapu zemětřesení o síle 4,0 Richterovy stupnice. Nejvyšší tsunami podle pozdějšího průzkumu škod udeřily na ostrovech Nomuka (20 m) a Tongatapu (18 m). Menší tsunami zasáhlo také sousední Fidži, Americkou Samou a prošlo celým Tichým oceánem. Zhruba 2 metry vysoké vlny zasáhly pobřeží Severní i Jižní Ameriky. V Peru si vyžádaly život dvou osob.  Erupce také způsobila nejrychlejší pozorované podmořské proudy.
Erupce byla freato-pliniovského typu. Stále není není známé přesné množství vyvrženého sopečného materiálu, jelikož získaná data z průzkumu mořského dna nebyla dosud komplexně analyzována a není přesně známo, kolik materiálu sedimentovalo na dně oceánu a kolik bylo vysláno do atmosféry. Prvotní odhady hovořily o 6,5 km³. Studie z prosince 2023 dospěla k 8 až 9,5 km³. V odborným kruzích se stále vedou debaty o tom, zda erupci ohodnotit na indexu vulkanické aktivity stupněm VEI 5 nebo VEI 6 (jedna studie dokonce uvádí VEI 4). Objem vyvržené hmoty totiž není jediným hodnoceným parametrem. Přesto se jedná o nejmohutnější sopečnou událost od roku 1991, kdy na Filipínách proběhl výbuch stratovulkánu Pinatubo, který vyvrhl 10 km³ (VEI 6) a stal se 2. největší sopečnou erupcí 20. století. Některé odhady ovšem naznačují, že erupce sopky Hunga Tonga mohla být o něco větší než Pinatubo. Pokud by se tento horní odhad potvrdil, jednalo by se o nejsilnější sopečnou erupci od roku 1912, kdy Katmai na Aljašce vyvrhla 28 km³ (DRE 13–14 km³) sopečných materiálů. Na základě snímků, pořízených meteorologickými družicemi, byla později publikována informace, že v důsledku erupce sopky Hunga Tonga – Hunga Haʻapai vznikl nejvyšší oblak popela, jaký byl kdy na Zemi zaznamenán. Erupční sloupec plynů, popela a páry se dostal až do výšky 58 kilometrů a pronikl tak až do mezosféry, tzn. do třetí vrstvy zemské atmosféry. Pro srovnání, sloupec z erupce sopky Pinatubo dosáhl výšky 40 km (stratosféra – druhá vrstva atmosféry). Vyvržené vodní páry, jakožto nejvýznamnějšího skleníkového plynu, bylo tolik, že se očekává oteplení Země na několik let. I zvětšená ozónová díra je patrně důsledek výbuchu. Ozónová vrstva se erupcí snížila o 5 %.
Erupce Hunga Tonga byla ovšem výjimečná i svými mohutnými explozemi při formování podmořské kaldery, jejichž atmosférické tlakové vlny několikrát obkroužily Zemi. Tlakové změny v atmosféře tak byly zaznamenány i v ČR (změna tlaku o ± 1 hPa po dobu přibližně hodiny). Z tohoto hlediska se jedná o nejsilnější sopečné exploze od 19. století, konkrétně od roku 1883, kdy v Sundském průlivu došlo k proslulé katastrofální erupci sopky Krakatoa, která rovněž byla slyšitelná na vzdálenost tisíců kilometrů a vytvořila tlakové vlny, jenž několikrát obkroužily zeměkouli.

Šíření tlakové vlny atmosférou.
- Animace šíření vlny tsunami a jejího úderu na ostrov Tongatapu, kde leží hlavní město Nuku'alofa.
- Šíření tsunami Tichým oceánem.
Satelit NOAA zachytil erupci sopky Hunga Tonga-Hunga Ha'apai, 15. ledna 2022
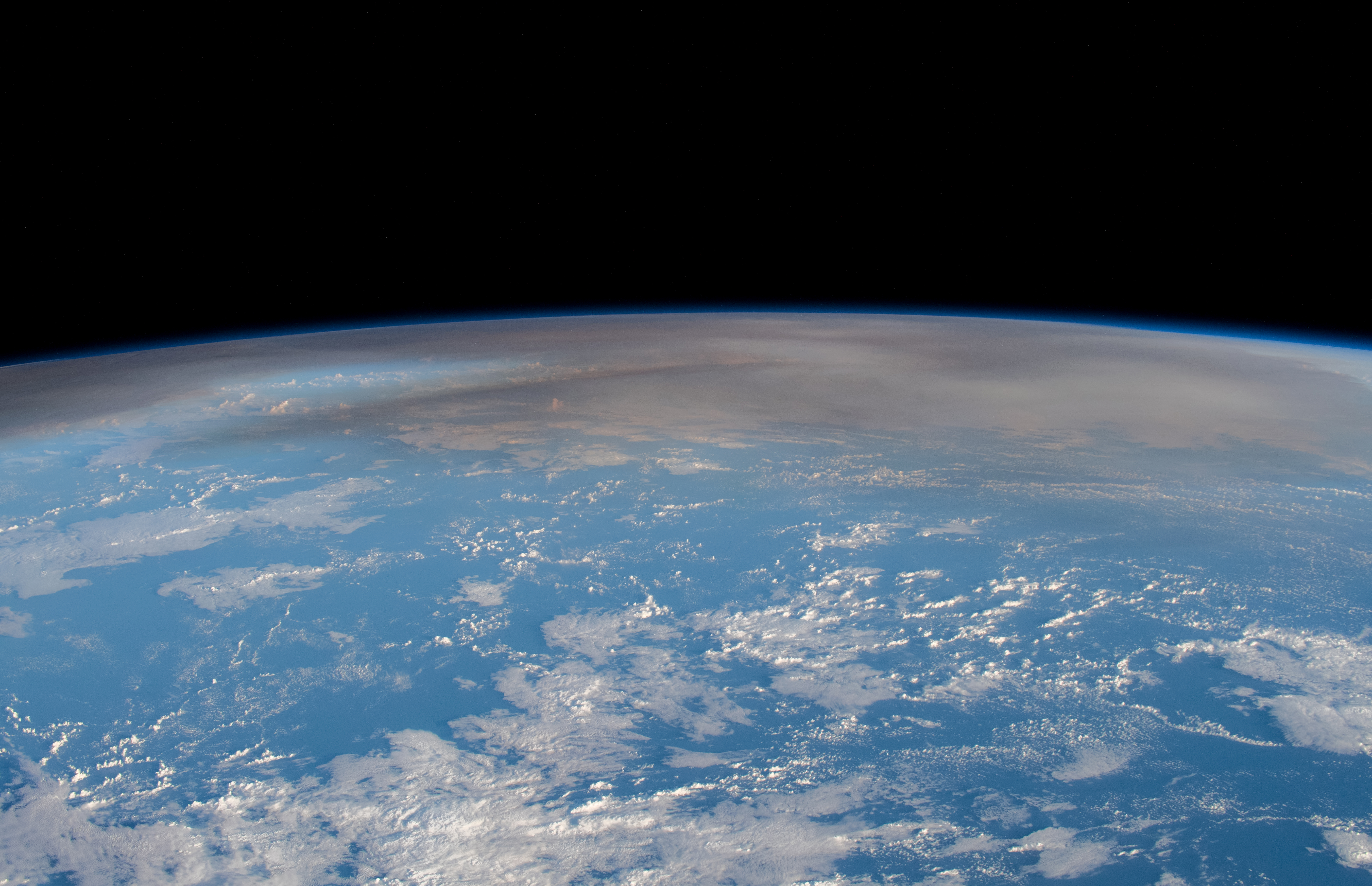
Pohled z ISS na sopečný popel ve vysokých vrstvách atmosféry.